# Krzyżowanie wybiórcze
Krzyżowanie wybiórcze – krzyżowanie nielosowe, przeciwieństwo panmiksji.
Tendencja do dobierania sobie partnera pod kątem jakiejś jego cechy fizycznej.
Istnieją jego dwa typy:
- pozytywne - gdy pary kojarzą się na zasadzie wzajemnego podobieństwa (np. wzrostu)
- negatywne - gdy pary kojarzą się na zasadzie niepodobieństwa (kontrastowo)

Obydwa typy prowadzą do odchylenia od równowagi Hardy'ego-Weinberga, jeśli wybór dotyczy cechy dziedzicznej. Oznacza albo nadwyżkę homozygot w populacji przy typie pozytywnym albo nadwyżkę heterozygot przy typie negatywnym.
W niektórych populacjach ludzkich obserwuje się wybiórcze krzyżowanie pozytywne ze względu na wysokość ciała czy inteligencję.